# Louis Darcis
Louis Darcis (vers 1760 - juillet 1801) est un graveur et éditeur d'estampes français.

## Biographie
Les origines de Darcis, graveur, sont obscures. Prénommé le plus souvent Louis (et parfois « J. Louis » mais jamais Jean), il apparaît sur la scène parisienne du marché de l'estampe à partir de 1787 et reste actif jusqu'à sa mort en 1801, âgé de 41 ans.
Beraldi et Portalis rapportent que sa principale technique est le pointillé, dans la lignée de Francesco Bartolozzi ou de Carlo Antonio Porporati (1741-1816). Signant à ses débuts « d'Arcis » et « Darcis de Demierre », il commence par une série de portraits, puis se spécialise dans les scènes de genre, dont certaines avec une grande liberté de ton et non sans humour, qui vont lui apporter un certain succès. Parmi ses interprétations, on compte des gouaches de Nicolas Lavreince, Drouais, Louis-Simon Boizot, Lethière, Carle Vernet, Jean-Baptiste Isabey, Pierre-Narcisse Guérin, Henry Singleton ou encore George Morland,. Renouvier rapproche son travail de celui de Salvatore Tresca, son contemporain, mais le dit « le plus populaire des graveurs de la Révolution ».

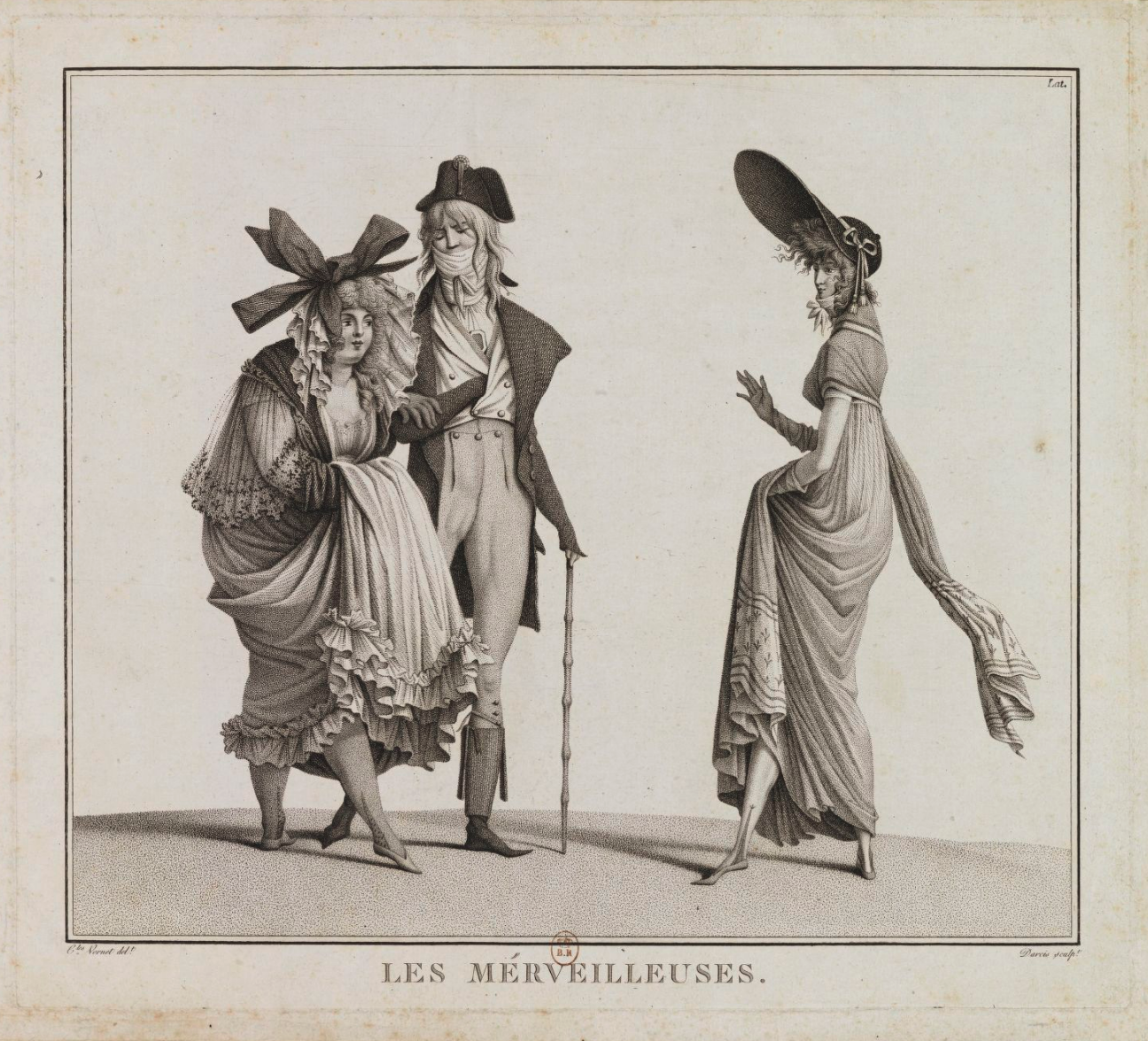
Les Merveilleuses (1797, BnF).

Darcis expose au Salon à compter de 1793 et jusqu'en 1800. Il est dit résider au 110 de la rue Montmartre au coin de la rue Notre-Dame des Victoires, où il possède une boutique. En janvier 1797, il édite coup sur coup deux gravures d'après Carle Vernet, Les Incroyables et Les Merveilleuses qui vont connaître en quelques mois un succès foudroyant.
Avant 1799, il a pour élève Auguste Gaspard Louis Desnoyers.
Son épouse, devenue veuve, est répertoriée dès avril 1802 à cette même adresse comme continuant son métier d'éditeur d'estampes,.